# صبیه
صبیه یا الصبیه (عربی: الصبية‎) منطقه‌ای در شمال کویت و در ساحل شمالی خلیج کویت است که از چند زیربخش تشکیل شده است: بهرا، اچ۳، نهدین، رضعه، محیطة، مغیرة، دبیج و رأس‌الصبیه. این منطقه دارای محوطه‌های باستان‌شناسی با گورپشته، سکونتگاه‌ها، اردوگاه‌ها، چاه‌ها و توده‌های صدفی است. بیشتر این گورپشته‌ها به عصر مفرغ آغازین و میانه (هزاره سوم تا دوم پیش از میلاد) تعلق دارند. الصبیه محل اجرای پروژه شهر ابریشم است که فاز نخست آن در مه ۲۰۱۹ آغاز شد.

## پژوهش‌های باستان‌شناسی

### تاریخچهٔ پژوهش
محوطه‌های باستان‌شناسی در منطقهٔ الصبیه توسط چندین مؤسسهٔ علمی از سراسر جهان مورد بررسی قرار گرفته‌اند که با شورای ملی فرهنگ، هنر و ادب دولت کویت (NCCAL) همکاری داشته‌اند. از سال ۱۹۹۹، باستان‌شناسان کویتی بررسی‌ها و کاوش‌های فشرده‌ای را در این منطقه انجام داده‌اند که در سال‌های ۲۰۰۴ تا ۲۰۰۵ و ۲۰۰۷ تا ۲۰۰۹، یک هیئت مشترک از کشورهای عضو شورای همکاری خلیج فارس (GCC) به آن‌ها یاری رساند. در سال ۱۹۹۸، هیئت باستان‌شناسی مشترک کویت و بریتانیا فعالیت خود را در کویت آغاز کرد. این هیئت، بررسی‌هایی در منطقه انجام داد و در محوطهٔ اچ۳ حفاری‌هایی صورت داد؛ جایی که پیش‌تر دکتر فهد الوحیبی، مدیر موزه ملی کویت، قطعاتی از ظروف مربوط به دوران عبید را کشف کرده بود.
از سال ۲۰۰۷ تا ۲۰۱۲، هیئت باستان‌شناسی مشترک کویت و لهستان (KPAM) وابسته به مرکز لهستانی باستان‌شناسی مدیترانه‌ای دانشگاه ورشو (PCMA UW)، پژوهش‌های باستان‌شناسی و بررسی‌هایی را در این منطقه انجام داد. پروژهٔ «کاوش و بررسی گورپشته الصبیه؛ گورپشته و دیگر سازه‌های سنگی در ساحل شمالی خلیج کویت» بر حفاری‌های نجات‌بخشی تمرکز داشت که به‌دلیل ساخت شهر جدید مدینة الحریر در منطقهٔ الصبیه، ضرورت یافته بود.
در فاز نخست (۲۰۰۷–۲۰۱۰)، هیئت باستان‌شناسی گروهی از گورپشته را در زیرمنطقهٔ مغیرة کاوش کرد. در ادامه، KPAM دامنهٔ پژوهش‌های خود را گسترش داد و محوطه‌ای در زیرمنطقهٔ محیطة (یک چاه) و یک سکونتگاه بزرگ مربوط به دوره عبید (بهرا ۱) را نیز دربر گرفت. این پروژه زیر نظر پرفسور پیوتر بیلینسکی (PCMA UW) و سلطان الدویش اداره می‌شد. در سال ۲۰۱۰، دو زیرپروژه آغاز شد. نخستین پروژه، به سرپرستی دکتر ووکاش روتکوفسکی (PCMA UW)، به بررسی و کاوش سازه‌های سنگی، به‌ویژه گورپشته پرداخت. پروژهٔ دیگر زیر نظر دکتر فرانچیشک پاولیتسکی (PCMA UW) اجرا شد و تمرکز آن بر مکان‌یابی و مطالعهٔ چاه‌های بیابانی بود.
از سال ۲۰۱۵، هیئت باستان‌شناسی مشترک کویت و گرجستان از موزه ملی گرجستان نیز در منطقهٔ الصبیه فعالیت کرد و هم‌زمان، پژوهش‌هایی را در جزیرهٔ فیلکه نیز به انجام رساند.

### اکتشافات باستان‌شناسی
در زمان اسکندر مقدونی، دهانهٔ رود فرات در شمال کویت قرار داشت. رود فرات از طریق خور الصبیه — که در آن زمان مجرای رودخانه‌ای بود — مستقیماً به خلیج فارس می‌ریخت. جزیرهٔ فیلکه در فاصلهٔ ۱۵ کیلومتری از دهانهٔ رود فرات قرار داشت. تا سدهٔ نخست پیش از میلاد، مجرای رودخانه‌ای خور الصبیه به‌طور کامل خشک شد.
الصبیه یک منطقهٔ مرزی فرهنگی میان بین‌النهرین و عربستان نوسنگی بود.
جالب‌توجه‌ترین و پرشمارترین یافته‌ها در منطقهٔ الصبیه شامل گورپشته هستند (تعداد آن‌ها حدود ۱۳۰ عدد است)، به‌ویژه نمونه‌های چشمگیرتر که به‌اصطلاح «تپه‌پشته‌های دارای دیوارهٔ حلقوی خارجی» نامیده می‌شوند، همچنین سکوهای سنگی کشیده‌ای که احتمالاً کاربرد آیینی یا نمادین داشته‌اند. در میان اشیای کوچک، زیورآلات توجه ویژه‌ای را به خود جلب می‌کنند: مرواریدهای سوراخ‌شده و مهره‌هایی از سنگ‌های نیمه‌قیمتی (عقیق کارنلیان، عقیق خزه‌ای، لاجورد، کریزوپراز). همچنین شمار زیادی زیورآلات صدفی یافت شده‌اند، از جمله لوحی دایره‌ای‌شکل با نقش هندسی و نگارهٔ «نقطه‌درون‌دایره» که ویژگی فرهنگ‌های ام‌النار و دیلمون است و منشأ آن‌ها به منطقهٔ خلیج فارس بازمی‌گردد.

### تاریخ‌گذاری
دورهٔ اصلی استفاده از این گورستان، بین سال‌های ۲۵۰۰ تا ۱۵۰۰ پیش از میلاد بوده است. برخی از یافته‌ها به دوره‌ای پیشین (دورهٔ عبید) یا دوره‌ای پسین (عصر برنز پایانی) تعلق دارند.

## توسعه
مدینة الحریر (شهر ابریشم) به‌صورت مرحله‌ای در حال توسعه است و الصبیه بخشی از فاز نخست این پروژه به‌شمار می‌رود. با تکمیل پل شیخ جابر الاحمد الصباح، توسعه‌ای آهسته اما پیوسته در منطقهٔ الصبیه در حال انجام است. مهلت پذیرش مناقصه‌ها برای شهر ابریشم، تا تاریخ ۳۱ مارس ۲۰۲۲ تعیین شده است. نیروگاهی با ظرفیت ۵۰۰۰ مگاوات در الصبیه ساخته شده است، که بزرگ‌ترین تأسیسات تولید برق در کشور به‌شمار می‌رود. ایستگاه‌های جدید پلیس و آتش‌نشانی نیز به‌تازگی در الصبیه افتتاح شده‌اند. همچنین چند مسجد و یک بیمارستان آمبولانس نیز به‌تازگی در الصبیه گشایش یافته‌اند. در حال حاضر چندین نیروگاه جدید در الصبیه در دست احداث هستند. پل ارتباطی میان الصبیه و جزیره بوبیان نیز به‌تازگی ساخت آن به پایان رسیده است.